# Anglars-Nozac
Anglars-Nozac település Franciaországban, Lot megyében. Lakosainak száma 397 fő (2022. január 1.). Anglars-Nozac Fajoles, Gourdon, Milhac, Payrac, Payrignac, Rouffilhac és Le Vigan-en-Quercy községekkel határos.

## Népesség
A település népességének változása:
| Lakosok száma | 283  | 243  | 276  | 288  | 339  | 345  | 365  | 383  | 389  | 397  |
|               | 1968 | 1982 | 1990 | 2006 | 2013 | 2015 | 2017 | 2019 | 2020 | 2022 |